# Compromisul Missouri

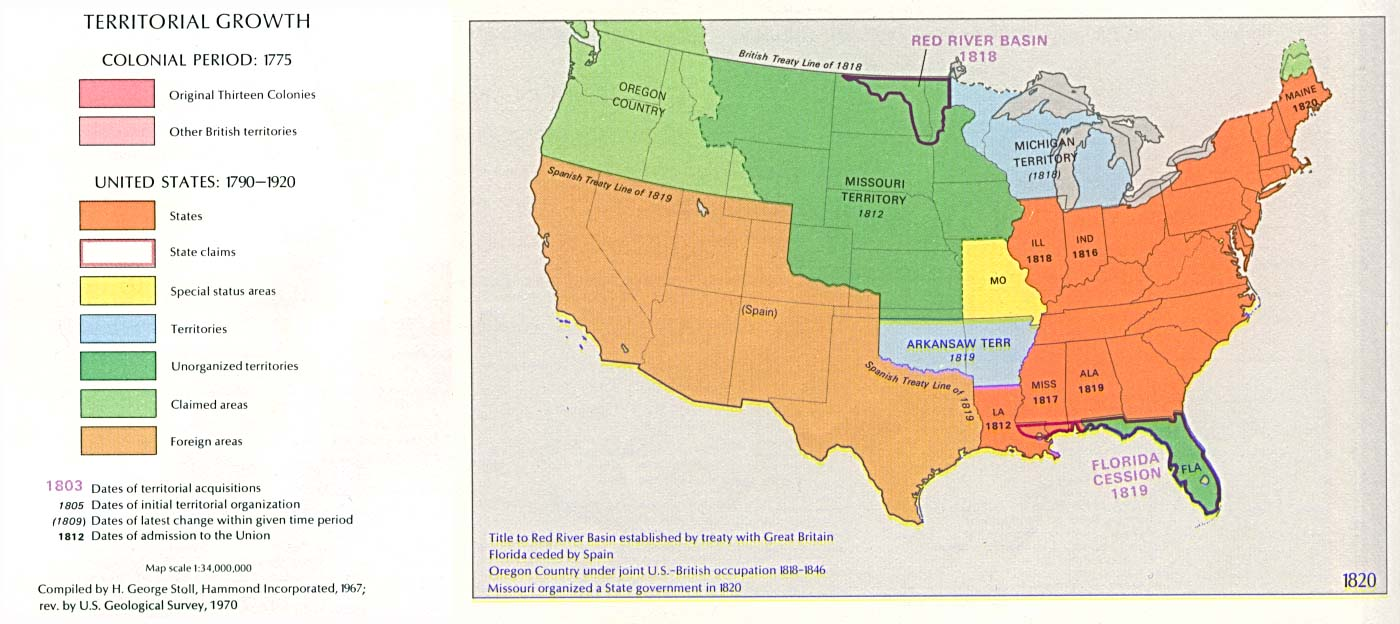
Statele Unite în 1819. Compromisul Missouri a interzis sclavia în teritoriul neorganizat al Marilor Câmpii (verde închis) şi a permis sclavia în Missouri (galben) şi în teritoriul Arkansas (zona albastră de jos).

Compromisul Missouri a fost un acord adoptat la 1820 între facțiunile anti-sclavie și pro-sclavie din Congresul Statelor Unite, acord care implica reglementarea sclaviei în teritoriile de vest. Prin acest acord, s-a interzis sclavia în fostul teritoriu Louisiana la nord de paralela de 36°30' latitudine nordică, cu excepția limitelor statului propus Missouri. Înaintea acordului, Camera Reprezentanților refuzase să accepte acest compromis și numise un comitet de mediere.
În sesiunea parlamentară (1819-1820), Camera a adoptat o lege similară printr-un amendament introdus la 13 februarie 1819 de reprezentativul James Tallmadge, numit Amendmentul Tallmadge. Tallmadge, de meserie avocat, ales doar o dată ca reprezentativ al celui de-al patrulea district electoral din New York City, era un puternic susținător al abolirii sclavagismului. În discursul său de prezentare al amendamentului propus de el a fost foarte elecvent, drept care Camera Reprezentanților a votat amendamentul propus. În schimb, Senatul Statelor Unite l-a respins.
Ulterior, la 26 ianuarie 1820 politicianul John W. Taylor, din același stat New York precum Tallmadge, fiind ales ca Speaker of the House, a reintrodus un act absolut similar, bazat pe Amendamentul Tallmadge, care este cunoscut în istoria Statelor Unite sub numele de Compromisul Missouri, prin care admiterea statelor Maine și Missouri în Uniune se facea pe baza unei așa zise „parități”, statul Maine urma să fie un „stat liber” iar statul Missouri urma să fie admis în uniune ca „stat sclavagist”. 
Chestiunea fusese complicată de admiterea în decembrie a statului Alabama, stat sclavagist, care a făcut numărul de state sclavagiste egal cu cel de state libere. În plus, Camera a adoptat o altă lege (la 3 ianuarie 1820) prin care statul Maine era admis în uniune ca stat liber. De fapt, statele Maine și Missouri au fost admise în Uniune astfel, statul Maine la 15 martie 1820 (conform legii anterior descrise), ca stat liber, printr-o „fragmentare logică” a statului Massachusetts, iar Missouri a fost acceptat ca stat al Uniunii, dar ca stat sclavagist, la 10 august 1821, prin transformarea Teritoriului Missouri în stat al Statelor Unite.
Senatul a decis să lege cele două măsuri. A adoptat legea de admitere a statului Maine cu un amendment prin care poporul din Missouri primea dreptul de a scrie o constituție a statului. Înainte ca legea să se întoarcă la Cameră, s-a adoptat un al doilea amendament, propus de reprezentativul Jesse B. Thomas din Illinois, prin care se interzicea sclavia în teritoriul Missouri la nord de paralela de 36°30' latitudine nordică (limita sudică a statului Missouri), cu excepția limitelor statului propus Missouri.